# سيد حسن (الهايي)
سيد حسن (بالفارسية: سیدحسن) هي منطقة سكنية وتقع في إيران في قسم الهايي الريفي. يقدر عدد سكانها بـ 372 نسمة بحسب إحصاء 2016.